# Chelifera astigma
Chelifera astigma är en tvåvingeart som beskrevs av Collin 1927. Chelifera astigma ingår i släktet Chelifera och familjen dansflugor. Inga underarter finns listade i Catalogue of Life.